# 大熊忠義
大熊 忠義（おおくま ただよし、1943年9月8日 - ）は、大阪府羽曳野市出身（出生は現在の中国東北部）の日本の元プロ野球選手（外野手）・コーチ、解説者。

## 経歴

### プロ入り前
生まれたのは現在の中国東北部で、父は出征先から戻らず、終戦後に母、妹と三人で引き揚げた。引き揚げ後の家族は親類を頼って大阪府羽曳野市で暮らし、小学生の頃から新聞配達をした。これが足腰の鍛錬になったという。その頃に野球を始め、中学時代は捕手だった。しかし野球よりは伝書鳩の飼育に熱中する少年時代を過ごし、中学卒業後は旋盤工になるつもりでいたところ、浪商高校からスカウトされた部の同僚が家庭事情から断ったため代わりに立候補して進学した。
高校野球部に入部後は連日走らされ、270人いたという同期が脱落していく中、足には自信のあった大熊は残ってやがてベンチ入りメンバーとなる。3年時の1961年、2年生エースの尾崎行雄を擁し、「2番・三塁手」として春夏の甲子園に出場。春の選抜では準々決勝で法政二高に敗れたが、夏の選手権では順調に勝ち進み、決勝で桐蔭高を1-0で降し優勝を飾る。大熊は23打数8安打、打率.348を打って貢献した。高校同期に大塚弥寿男、住友平、2学年下に高田繁がいた。卒業後は近畿大学に進学し、2年次の1963年に先輩が阪神タイガースの入団テストを受ける際に「かばん持ち」として付き添ったところ、青田昇ヘッドコーチがマイク・ソロムコのユニホームを渡して「（着替えて）打ってみろ」と勧誘、これに応じて打席に立ったが、この写真が新聞に掲載され、プロ・アマ規定違反として大熊の退学または野球部の1年間の出場停止という処分が下り、大熊は中退を選択した。

### 現役時代
1964年に阪急ブレーブスへ入団。
1966年には主に三塁手として11試合に先発出場するが、ダリル・スペンサーらの控えにとどまり外野手に転向。
1967年からのリーグ3連覇に貢献。
1968年には左翼手のレギュラーを掴み取って1番打者を任され、初めて規定打席にも到達してベストテン8位の打率.285をマーク。これは負傷したゴードン・ウインディの代役として監督の西本幸雄の命で1軍試合に出場、1本塁打を含む3打数2安打の活躍でそのまま残留し、レギュラー入りしたものだった。
1969年は矢野清が左翼手に入ったため中堅手に回り、巨人との日本シリーズでは全6戦に先発して23打数8安打2打点と活躍。
1970年から左翼手に戻るが、この年から福本豊が1番打者となって盗塁王を獲るようになると、つなぎ役の2番あるいは下位打線に回って活躍。
1971年には自己最高の打率.307でベストテン9位に入り、同年からのリーグ2連覇に大きな役割を果たす。同年の日本シリーズ第3戦では先制の二塁打を放ち、試合終盤にベンチの球団広報から（投手の）山田久志の次のインタビュー選手と言われていたが、山田が王貞治に逆転サヨナラ本塁打を喫し、幻となった。
1972年は打撃が低迷したほか、ビル・ソーレルの入団もあって出場機会が減少し、前年3割を超えた打率が.231に下落。巨人との日本シリーズは前半3戦に先発を外れるが、10月28日の最終第5戦（西宮）では高橋一三から自身のシリーズ初本塁打を放つ。そのオフの契約更改では大熊の懸念に反して年俸増となり、「2番の辛抱料」と説明されて「2番の価値を認めてくれるんだったら、もっとやってやろう」と福本をアシストするための練習に取り組んだという。鉄壁の守備で、球場のフェンスに当たったクッションボールを上手く捌き、二塁打を食い止めて単打止まりにした。安打性のライナーも何度もノーバウンドで捕球し、ナイン達は「影のMVP」とも呼んだ。
1974年6月からは2番打者として復活し、福本曰く、上田利治が監督に就任した同年から福本・大熊のコンビが定着したと記している。福本が盗塁を企図し、スタートが悪ければカットし、微妙な場合は空振りするなど、巧みなアシストをし、二塁に達した後はバントや右打ちで三塁へ進め、福本からも「有能なサポーター」と絶大な信頼を受けていた。福本は大熊が2番打者であった1974年から1977年までを「僕の野球人生で最も充実していた」と振り返っている。大熊自身は、つなぎの理想は「中日ドラゴンズの中利夫・高木守道の1・2番」と述べている。
1975年の広島との日本シリーズは26打数7安打5打点と活躍し、球団史上初の日本一に貢献。
1976年のシーズン序盤に、それまで続けていた連続守備機会無失策記録が591で途切れ、記者団に囲まれたが、大熊はそのときまで記録自体を知らなかった。同年のオールスターゲームでは7月18日の第2戦（後楽園）で新浦寿夫と対戦。前半戦の段階で首位であった巨人とおそらく日本シリーズで対戦するだろうと思い、打席から新浦を観察。七分袖のアンダーシャツから血管がよく浮き上がっており、速球の握りの時は特に血管がはっきりと浮き上がっていたため、血管の動きを見て左翼席越えの本塁打を放った。同年の日本シリーズでは10月25日の第2戦（後楽園）の5回表、2-1で迎えた阪急が1死満塁のチャンスを掴み、大熊に打席が回ってきた。この時にベンチからヒットエンドランのサインが出て、大熊は先発のクライド・ライトの右に緩いゴロを打ったが、ライトはエンドランがかかっていたために本塁へも三塁へも投げることができず、仕方なく一塁へ投げて大熊をアウトにするしかなく1点が入った。
1977年の日本シリーズでは前年のオールスターで新浦の癖を知ったことが生かされ、10月27日の第5戦（後楽園）で先発した新浦から6回までに4点を奪ってノックアウトした。21打数6安打を記録してシリーズの技能賞を獲得し、3年連続日本一に大きく貢献。自身唯一のタイトルとなるダイヤモンドグラブ賞も受賞した。
1978年4月30日のロッテ戦（西宮）で村田兆治から頭部直撃の死球を受けて交代。12針を縫う大怪我をしたことが引退への大きな転機となり、簑田浩二に左翼手の定位置を譲る。
1979年からはコーチを兼任。
1981年10月4日の西本幸雄監督退任試合の近鉄戦（日生）で1試合だけ守備に就き、同年限りで現役を引退。

### 現役引退後
引退後は阪急（1982年一軍守備コーチ, 1983年 - 1989年一軍野手総合コーチ, 1990年二軍ヘッドコーチ, 1991年 - 1993年一軍打撃コーチ）、阪神（1995年一軍走塁コーチ, 1997年 - 1998年一軍外野守備・走塁コーチ）でコーチを歴任。コーチ業の合間を縫って、毎日放送「ダイナミックナイター・BANG! BANG! BASEBALL→JAPAN MAJOR BASEBALL」解説者（1994年, 1996年）を務めた。コーチ1年目の1982年オフにはリーガ・メヒカーナ・デ・ベイスボルに40日間留学し、三塁ベースコーチを務めた。死球が飛び交った1998年8月2日の巨人戦（甲子園）では、報復的死球を与えた槙原寛己に飛び蹴りを食らわせて退場処分となった。阪神退団後はGAORA「檄! 阪神タイガース中継→プロ野球中継」・Tigers-ai解説者の傍ら、プロ野球マスターズリーグの大阪ロマンズでプレー。
2010年には解説業と並行し、日本女子プロ野球機構の京都アストドリームス初代監督を1年だけ務めた。
現在は池田バッティングセンターにて毎週木曜日にコーチをしている。

## 選手としての特徴
2番打者となってからはキャンプでもファウルや空振りの練習をして、福本のアシストができるよう努めた。守備面では守備範囲の広い中堅手の福本と強肩遊撃手の大橋穣がいる環境で自分ができることを考えた結果、クッションボールの処理に活路を見いだし、フェンスに当たった打球の動きを研究した。低い身長をカバーするため大きめのグラブを使用し、フェンスに登って捕球する練習もした。西宮球場での対南海戦で、藤原満の放った飛球をフェンスに登って捕ろうとしたところ、競輪場仕様から戻した際にフェンスが十分固定されておらず、フェンスもろとも倒れて打球は本塁打になった。
コーチになった後は後輩外野手たちにもフェンスを登って捕球する練習を課し、その教えを受けた山森雅文は、1981年にホームランキャッチを成功させている。
近大の後輩でもある藤原からは、乱闘で負傷して思うように打てなかったときにグリップの太い「ツチノコバット」を贈られ、それを使っていたところ、福本が「それよろしいやん」と自分用にもらい受けた。

## 人物
歌が上手で、阪急時代にチームのメンバーとレコードを発売した他、現役引退後に演歌のレコードを発売したことがある。
先述にもあるように福本豊とは盗塁の共同作業者ともいえる関係であり、それだけに福本の選手としての部分を詳細に語れることもある。

## 詳細情報

### 年度別打撃成績
| 年 度      | 球 団      | 試 合 | 打 席 | 打 数 | 得 点 | 安 打 | 二 塁 打 | 三 塁 打 | 本 塁 打 | 塁 打 | 打 点 | 盗 塁 | 盗 塁 死 | 犠 打 | 犠 飛 | 四 球 | 敬 遠 | 死 球 | 三 振 | 併 殺 打 | 打 率 | 出 塁 率 | 長 打 率 | O P S |
| ---------- | ---------- | ----- | ----- | ----- | ----- | ----- | -------- | -------- | -------- | ----- | ----- | ----- | -------- | ----- | ----- | ----- | ----- | ----- | ----- | -------- | ----- | -------- | -------- | ----- |
| 1964       | 阪急       | 9     | 14    | 13    | 1     | 2     | 1        | 0        | 0        | 3     | 0     | 0     | 0        | 0     | 0     | 1     | 0     | 0     | 3     | 0        | .154  | .214     | .231     | .445  |
| 1965       | 阪急       | 7     | 6     | 6     | 0     | 0     | 0        | 0        | 0        | 0     | 0     | 0     | 0        | 0     | 0     | 0     | 0     | 0     | 1     | 0        | .000  | .000     | .000     | .000  |
| 1966       | 阪急       | 45    | 57    | 55    | 11    | 13    | 5        | 1        | 2        | 26    | 4     | 1     | 0        | 0     | 0     | 1     | 0     | 1     | 13    | 1        | .236  | .263     | .473     | .736  |
| 1967       | 阪急       | 20    | 21    | 20    | 1     | 4     | 0        | 0        | 0        | 4     | 1     | 1     | 0        | 0     | 0     | 1     | 0     | 0     | 2     | 0        | .200  | .238     | .200     | .438  |
| 1968       | 阪急       | 120   | 471   | 424   | 71    | 121   | 28       | 5        | 15       | 204   | 37    | 11    | 13       | 3     | 3     | 28    | 2     | 13    | 38    | 1        | .285  | .346     | .481     | .827  |
| 1969       | 阪急       | 126   | 463   | 415   | 49    | 109   | 14       | 2        | 12       | 163   | 39    | 10    | 2        | 6     | 1     | 37    | 0     | 4     | 28    | 9        | .263  | .328     | .393     | .721  |
| 1970       | 阪急       | 122   | 394   | 362   | 47    | 87    | 21       | 4        | 10       | 146   | 42    | 4     | 5        | 2     | 4     | 24    | 1     | 2     | 41    | 5        | .240  | .288     | .403     | .692  |
| 1971       | 阪急       | 121   | 406   | 342   | 56    | 105   | 12       | 2        | 15       | 166   | 57    | 8     | 3        | 6     | 6     | 45    | 4     | 7     | 30    | 9        | .307  | .393     | .485     | .878  |
| 1972       | 阪急       | 116   | 392   | 325   | 34    | 75    | 10       | 3        | 11       | 124   | 32    | 4     | 3        | 12    | 2     | 46    | 2     | 7     | 37    | 6        | .231  | .337     | .382     | .718  |
| 1973       | 阪急       | 107   | 327   | 290   | 31    | 80    | 13       | 0        | 3        | 102   | 30    | 7     | 3        | 6     | 4     | 23    | 0     | 4     | 29    | 9        | .276  | .333     | .352     | .685  |
| 1974       | 阪急       | 123   | 438   | 379   | 59    | 93    | 15       | 3        | 7        | 135   | 35    | 8     | 2        | 16    | 3     | 32    | 0     | 8     | 40    | 3        | .245  | .315     | .356     | .671  |
| 1975       | 阪急       | 122   | 416   | 364   | 36    | 95    | 14       | 4        | 6        | 135   | 40    | 4     | 6        | 11    | 2     | 36    | 0     | 3     | 32    | 6        | .261  | .331     | .371     | .702  |
| 1976       | 阪急       | 116   | 473   | 418   | 57    | 116   | 17       | 3        | 5        | 154   | 35    | 2     | 0        | 19    | 2     | 30    | 0     | 4     | 41    | 1        | .278  | .330     | .368     | .699  |
| 1977       | 阪急       | 123   | 457   | 399   | 45    | 100   | 17       | 1        | 12       | 155   | 35    | 1     | 0        | 22    | 1     | 28    | 1     | 7     | 42    | 10       | .251  | .310     | .388     | .699  |
| 1978       | 阪急       | 76    | 205   | 182   | 15    | 42    | 6        | 0        | 1        | 51    | 15    | 2     | 0        | 9     | 2     | 9     | 0     | 3     | 18    | 5        | .231  | .276     | .280     | .556  |
| 1979       | 阪急       | 41    | 102   | 93    | 11    | 24    | 3        | 0        | 1        | 30    | 8     | 0     | 1        | 2     | 0     | 5     | 0     | 2     | 9     | 1        | .258  | .304     | .323     | .627  |
| 1980       | 阪急       | 28    | 42    | 37    | 2     | 7     | 2        | 0        | 1        | 12    | 2     | 0     | 0        | 0     | 1     | 4     | 0     | 0     | 7     | 1        | .189  | .262     | .324     | .586  |
| 1981       | 阪急       | 1     | 0     | 0     | 0     | 0     | 0        | 0        | 0        | 0     | 0     | 0     | 0        | 0     | 0     | 0     | 0     | 0     | 0     | 0        | ----  | ----     | ----     | ----  |
| 通算：18年 | 通算：18年 | 1423  | 4684  | 4124  | 526   | 1073  | 178      | 28       | 101      | 1610  | 412   | 63    | 38       | 114   | 31    | 350   | 10    | 65    | 411   | 67       | .260  | .326     | .390     | .716  |

- 各年度の太字はリーグ最高

### 表彰
- ダイヤモンドグラブ賞：1回 （1977年）
- 日本シリーズ技能賞：1回 （1977年）
- パ・リーグプレーオフ技能賞：1回 （1973年）

### 記録
初記録
- 初出場：1964年5月31日、対近鉄バファローズ12回戦（阪急西宮球場）、8回表に三塁手で出場
- 初安打：1964年8月29日、対近鉄バファローズ26回戦（日生球場）、4回表に三平晴樹の代打で出場、長田裕之から二塁打
- 初先発出場：1964年10月20日、対西鉄ライオンズ28回戦（西京極球場）、5番・三塁手で先発出場
- 初本塁打・初打点：1966年5月17日、対西鉄ライオンズ4回戦（阪急西宮球場）、10回裏に田中勉からソロ

節目の記録
- 1000試合出場：1975年8月17日、対近鉄バファローズ後期3回戦（日生球場）、7番・左翼手で先発出場 ※史上183人目
- 1000本安打：1977年10月7日、対近鉄バファローズ後期13回戦（阪急西宮球場）、5回裏に米田哲也から ※史上106人目
- 100本塁打：1979年9月19日、対ロッテオリオンズ後期8回戦（阪急西宮球場）、1回裏に安木祥二から左越先制ソロ ※史上106人目

その他の記録
- オールスターゲーム出場：1回 （1976年）

### 背番号
- 22 （1964年 - 1967年）
- 12 （1968年 - 1981年）
- 72 （1982年 - 1993年、1995年、1997年 - 1998年）

## 関連情報

### 歌
『ああ王者』（1976年、東宝レコード） - 山口高志、加藤秀司、山田久志と合唱